# Palmyra (New Jersey)
Palmyra is een plaats (borough) in de Amerikaanse staat New Jersey, en valt bestuurlijk gezien onder Burlington County.

## Demografie
Bij de volkstelling in 2000 werd het aantal inwoners vastgesteld op 7091.
In 2006 is het aantal inwoners door het United States Census Bureau geschat op 7598, een stijging van 507 (7,1%).

## Geografie
Volgens het United States Census Bureau beslaat de plaats een oppervlakte van
6,2 km², waarvan 5,1 km² land en 1,1 km² water.

## Opleiding
Palmyra Public Schools leidt kinderen op vanaf de kleuterschool tot en met de twaalfde klas. Palmyra High School heeft 468 studenten in de klassen 7-12, terwijl Charles Street Elementary School 457 studenten heeft in de klassen PreK-6.

## Plaatsen in de nabije omgeving
De onderstaande figuur toont nabijgelegen plaatsen in een straal van 8 km rond Palmyra.